# Wolftöter

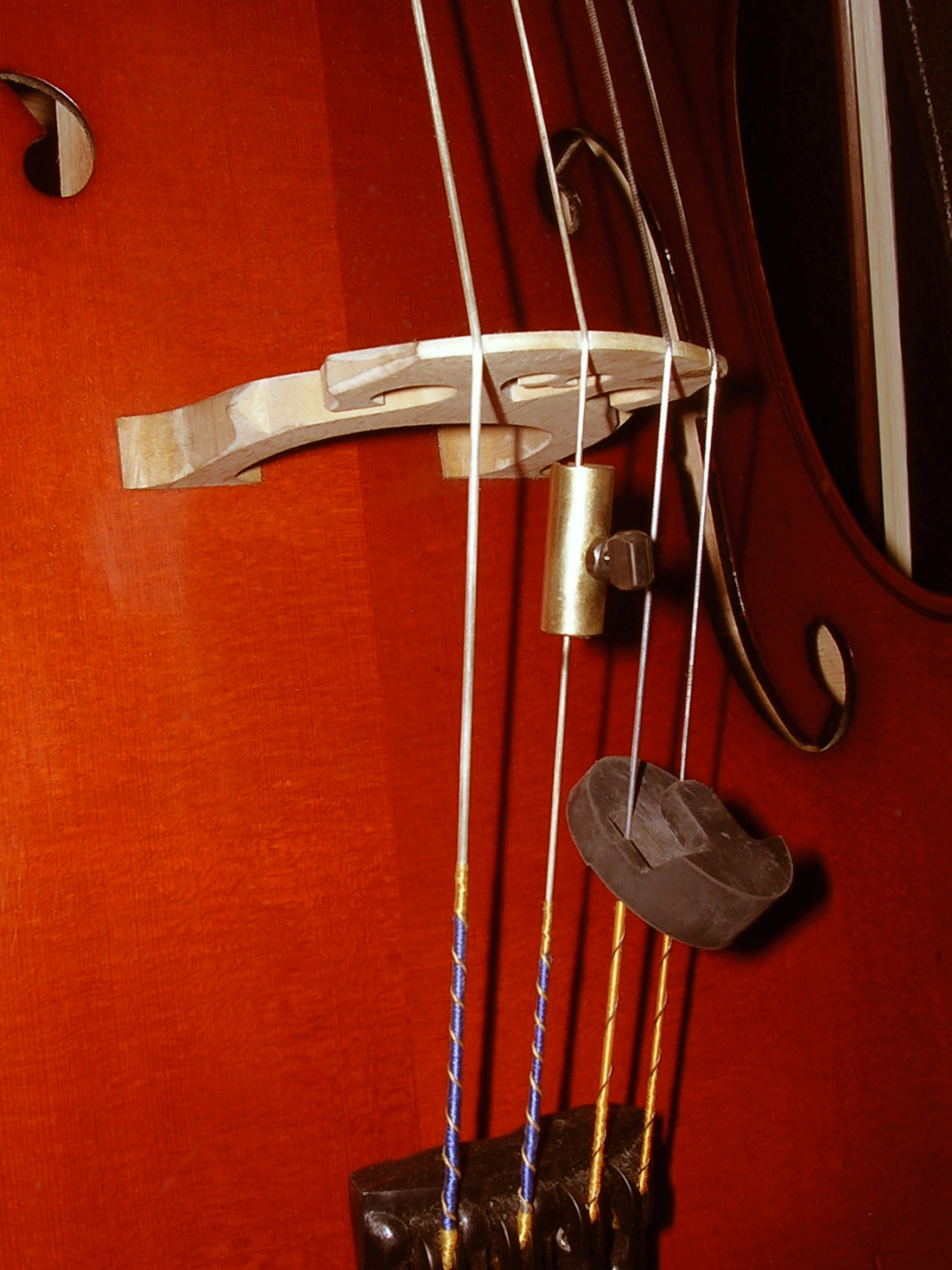
Wolftöter an einem Violoncello

Ein Wolftöter ist ein Dämpfer, der bei Streichinstrumenten eingesetzt wird, um unerwünschte Nebentöne (Wolftöne) zu unterdrücken.

## Funktionsweise
Der Wolftöter besteht aus einem kleinen Metallröhrchen, das mit Hilfe einer Schraube am Saitenstück zwischen Steg und Saitenhalter befestigt wird (siehe Bild). Um die Saite dabei nicht zu beschädigen, ist das Röhrchen innen mit Gummi ausgekleidet. Durch seine Trägheit dämpft der Wolftöter die Schwingung des kurzen Saitenstücks und damit (in gewissen Grenzen) den Wolfton.